# 季索維齊亞
49°20′17″N 22°54′59″E / 49.33806°N 22.91639°E
季索維齊亞（烏克蘭語：Тисовиця），是烏克蘭西部的村莊，隸屬利維夫州的桑比爾區。該村始建於1563年，面積1.54平方公里，海拔高度496米，2001年人口728，人口密度每平方公里473.03人。